# Pływanie na Letnich Igrzyskach Olimpijskich 2024 – 400 m stylem zmiennym mężczyzn
400 m stylem zmiennym mężczyzn – konkurencja pływacka, która odbyła się podczas Letnich Igrzysk Olimpijskich 2024 w Paryżu. Eliminacje i finał zostały rozegrane 28 lipca 2024.

## Terminarz
| Data          | Godzina rozpoczęcia | Runda      |
| ------------- | ------------------- | ---------- |
| 28 lipca 2024 | 11:15               | Eliminacje |
| 28 lipca 2024 | 20:30               | Finał      |

## Rekordy
Rekord świata i rekord olimpijski przed rozpoczęciem zawodów:
| Rekord            | Zawodnik       | Czas    | Miejsce | Data             |
| ----------------- | -------------- | ------- | ------- | ---------------- |
| Rekord świata     | Léon Marchand  | 4:02,50 | Fukuoka | 23 lipca 2023    |
| Rekord olimpijski | Michael Phelps | 4:03,84 | Pekin   | 10 sierpnia 2008 |

W trakcie zawodów ustanowiono następujące rekordy:
| Data     | Etap konkurencji | Zawodnik      | Czas    | Rekord |
| -------- | ---------------- | ------------- | ------- | ------ |
| 28 lipca | finał            | Léon Marchand | 4:02,95 | OR     |

## Wyniki

### Eliminacje
| Miejsce | Wyścig | Tor | Zawodnik             | Reprezentacja     | Czas    | Uwagi |
| ------- | ------ | --- | -------------------- | ----------------- | ------- | ----- |
| 1.      | 2      | 4   | Léon Marchand        | Francja           | 4:08,30 | Q     |
| 2.      | 2      | 3   | Max Litchfield       | Wielka Brytania   | 4:09,51 | Q     |
| 3.      | 2      | 5   | Daiya Seto           | Japonia           | 4:10,92 | Q     |
| 4.      | 1      | 4   | Carson Foster        | Stany Zjednoczone | 4:11,07 | Q     |
| 5.      | 1      | 6   | Tomoyuki Matsushita  | Japonia           | 4:11,18 | Q     |
| 6.      | 1      | 3   | Alberto Razzetti     | Włochy            | 4:11,52 | Q     |
| 6.      | 2      | 6   | Lewis Clareburt      | Nowa Zelandia     | 4:11,52 | Q     |
| 6.      | 2      | 8   | Cedric Büssing       | Niemcy            | 4:11,52 | Q,    |
| 9.      | 2      | 7   | Balázs Holló         | Węgry             | 4:12,20 |       |
| 10.     | 1      | 8   | Zhang Zhanshuo       | Chiny             | 4:12,71 |       |
| 11.     | 1      | 5   | Chase Kalisz         | Stany Zjednoczone | 4:13,36 |       |
| 12.     | 1      | 1   | William Petric       | Australia         | 4:13,58 |       |
| 13.     | 2      | 2   | Brendon Smith        | Australia         | 4:14,36 |       |
| 14.     | 1      | 7   | Gábor Zombori        | Węgry             | 4:14,88 |       |
| 15.     | 1      | 2   | Apostolos Papastamos | Grecja            | 4:15,32 |       |
| 16.     | 2      | 1   | Tristan Jankovics    | Kanada            | 4:18,23 |       |

### Finał
| Miejsce | Tor | Zawodnik            | Reprezentacja     | Czas    | Uwagi |
| ------- | --- | ------------------- | ----------------- | ------- | ----- |
| 1 !     | 4   | Léon Marchand       | Francja           | 4:02,95 | OR    |
| 2 !     | 2   | Tomoyuki Matsushita | Japonia           | 4:08,62 |       |
| 3 !     | 6   | Carson Foster       | Stany Zjednoczone | 4:08,66 |       |
| 4.      | 5   | Max Litchfield      | Wielka Brytania   | 4:08,85 | NR    |
| 5.      | 7   | Alberto Razzetti    | Włochy            | 4:09,38 |       |
| 6.      | 1   | Lewis Clareburt     | Nowa Zelandia     | 4:10,44 |       |
| 7.      | 3   | Daiya Seto          | Japonia           | 4:11,78 |       |
| 8.      | 8   | Cedric Büssing      | Niemcy            | 4:17,16 |       |